# Krokasjön, Västergötland
Krokasjön är en sjö i Götene kommun i Västergötland och ingår i Göta älvs huvudavrinningsområde. Sjön ligger omkring en kilometer söder om Lundsbrunn. Sjön ligger i en mindre våtmark. På sjöns östsida finns en enkel rastplats.

## Galleri

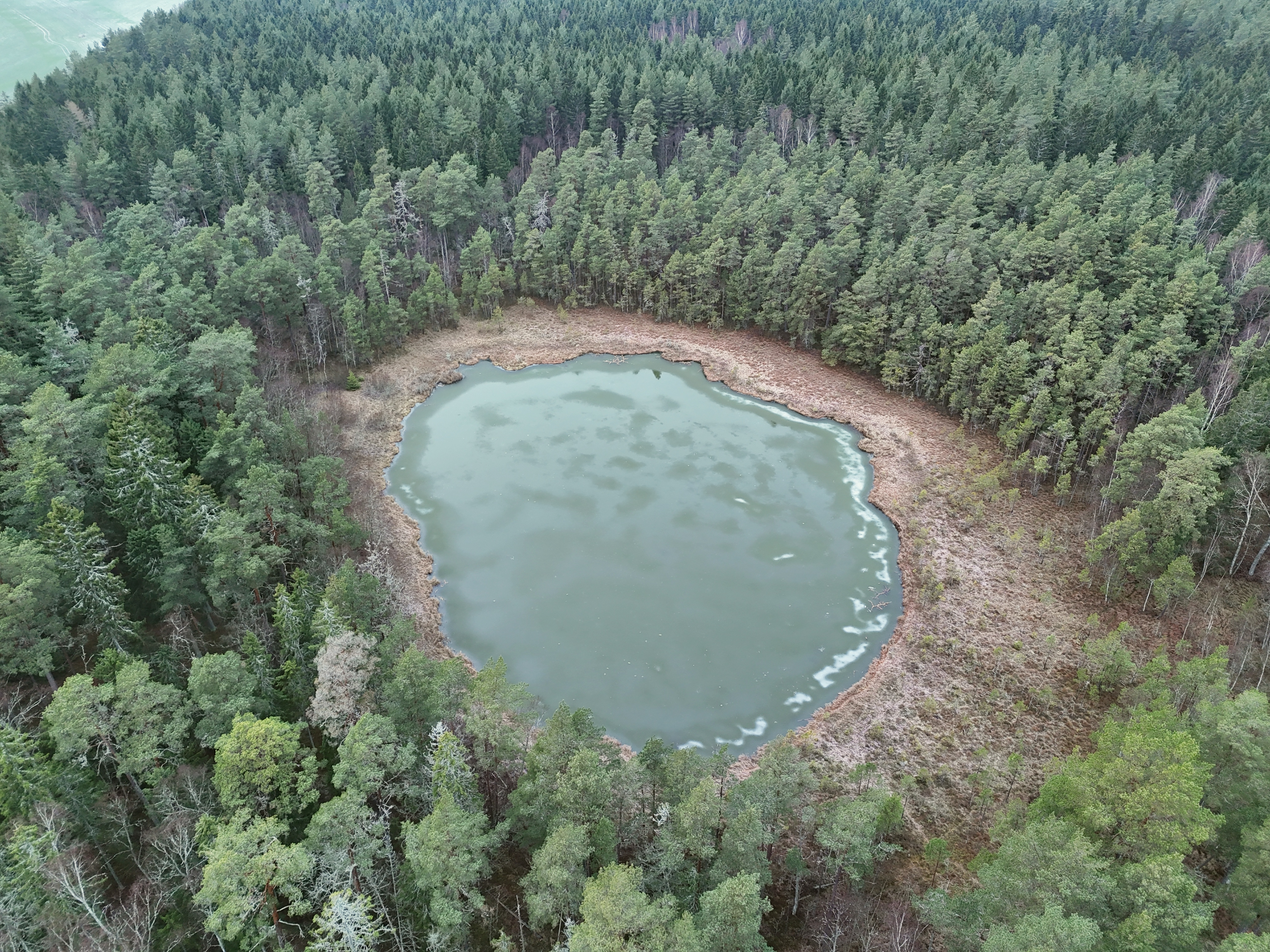
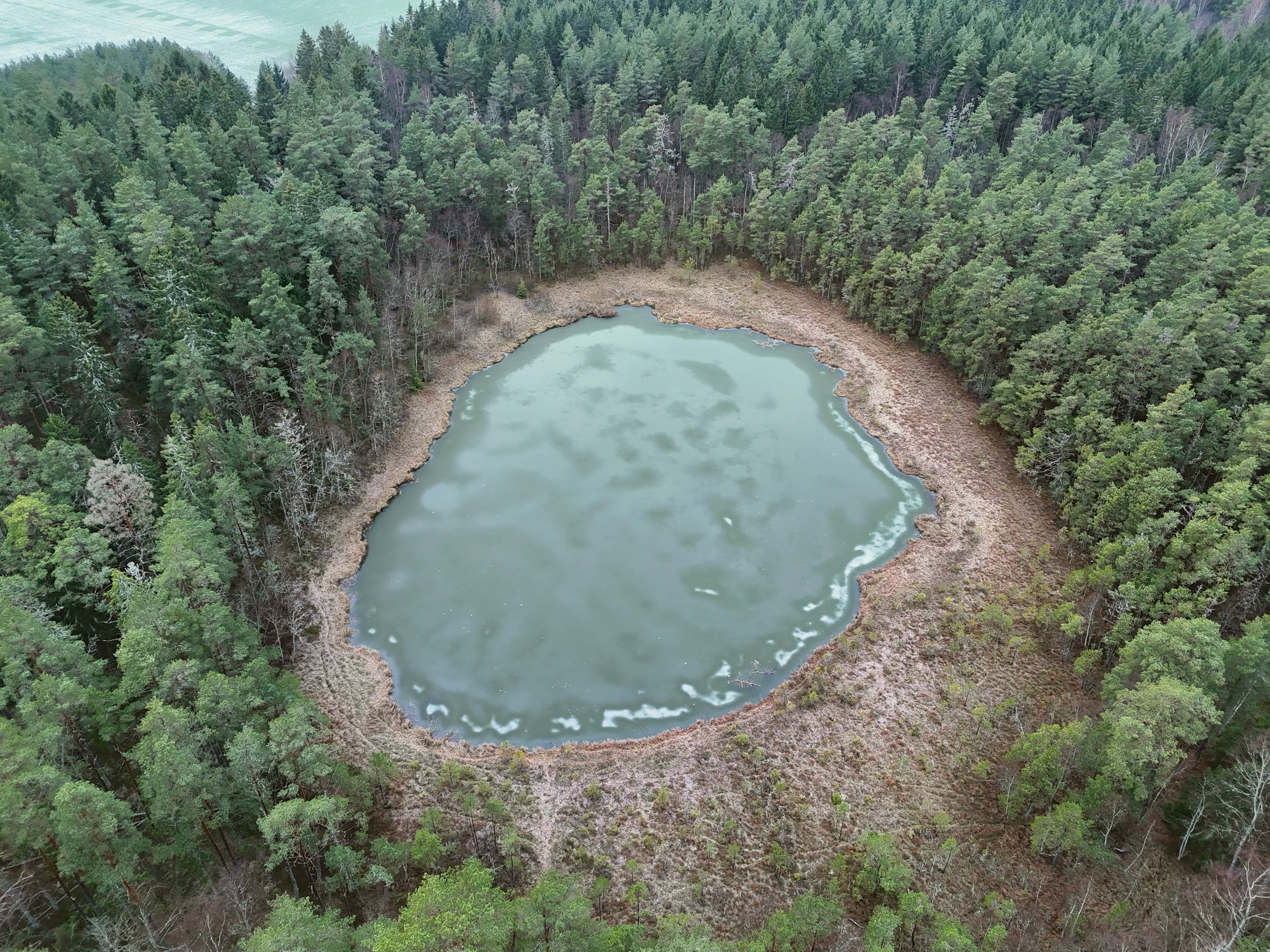
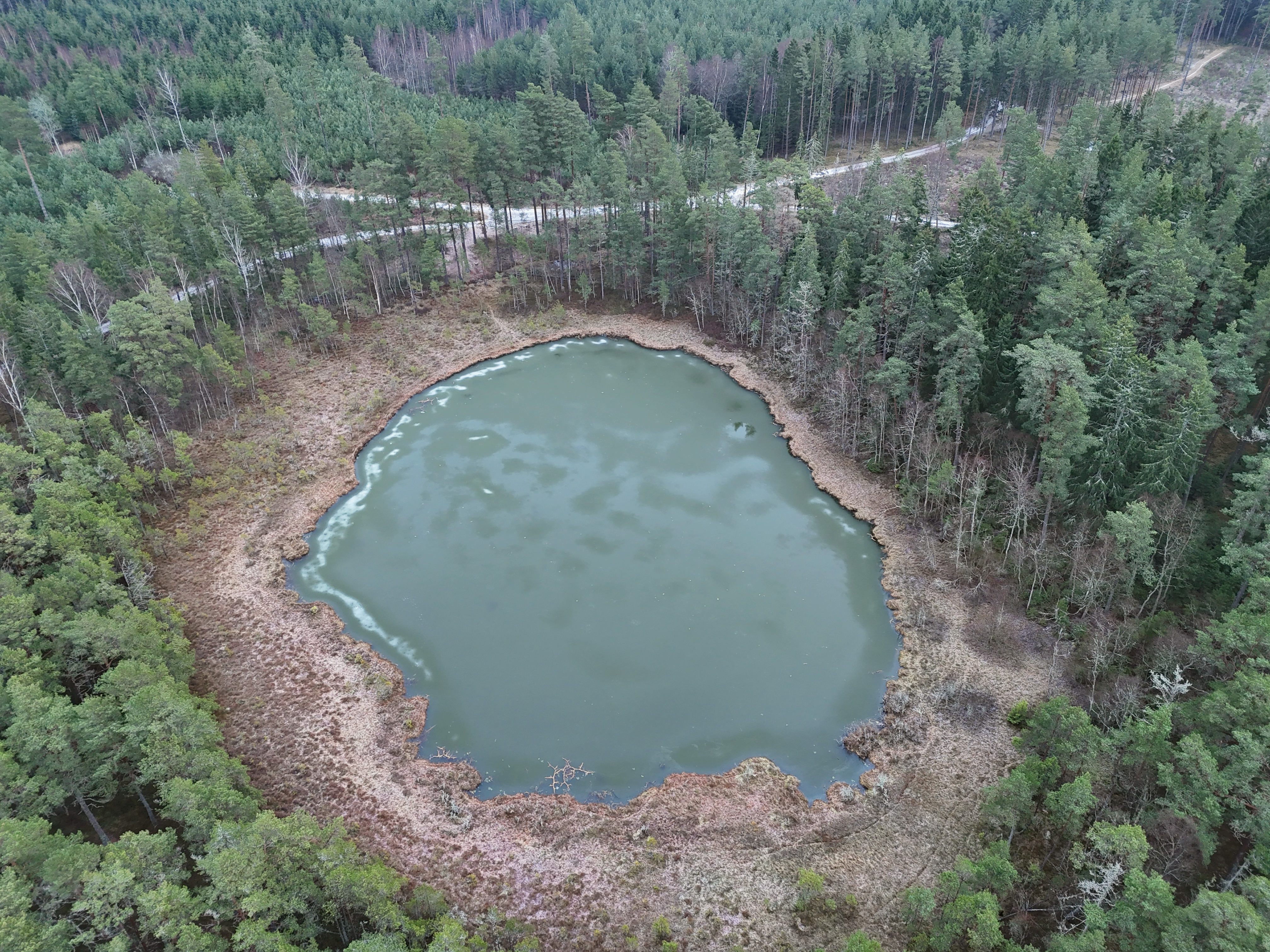